# Melica eremophila
Melica eremophila är en gräsart som beskrevs av Maria Amelia Torres. Melica eremophila ingår i släktet slokar, och familjen gräs. Inga underarter finns listade i Catalogue of Life.